# Késő triász
A késő triász a triász földtörténeti időszak három kora közül az utolsó, amely ~237 millió évvel ezelőtt (mya) kezdődött a középső triász kor után, és 201,3 ± 0,2 mya ért véget a jura időszak kezdetekor. Kronosztratigráfiai megfelelője a felső triász sorozat. A szakirodalomban bevett rövidítése Tr3. A késő triász során keletkezett a Keuper nevű litosztratigráfiai egység, az úgynevezett germán triász felső része.

## Tagolása
A kort az alábbi három korszakra tagolják (a korábbitól a későbbi felé haladva):
- Karni korszak: ~237 – ~227 Ma
- Nori korszak: ~227 – ~208,5 Ma
- Rhaeti korszak: ~208,5 – 201,3 ± 0,2 Ma

## Élővilág
A késő triász idején fejlődött ki sok a dinoszauruszok közül, például a Plateosaurus, a Coelophysis és az Eoraptor. Ekkor, a karni és a nori korszakokban élt a Chindesaurus.